# المنصوره، حماة
المنصوره (به عربی: المنصورة) یک روستا در سوریه است که در ناحیه زیاره واقع شده‌است. المنصوره ۷۷۰ نفر جمعیت دارد.